# Juvelstölden i Cannes 2013
Juvelstölden i Cannes 2013 avser stölden av juveler på lyxhotellet Carlton Intercontinental Hotel i Cannes på franska Rivieran, Frankrike, den 28 juli 2013. Stöldgodset värderades först till 350 miljoner kronor, men denna siffra justerades inom kort upp kraftigt av AFP, som istället bedömde värdet till omkring 900 miljoner kronor. Lyxhotellet ligger längs Cannes exklusiva promenadstråk La Croisette och skakades 1994 av en liknande kupp, då rånarna kom över juveler till ett värde av omkring 300 miljoner kronor. En stor polisinsats är tillsatt för att den skyldige skall hittas och juvelerna återfås.